# Автошлях США 3
Автошлях США 3 (US Route 3 або US Highway 3, US  3) — номерна автомагістраль Сполучених Штатів, що пролягає на 447,24 км від Кембриджа, через Нью-Гемпшир до кордону Канади та Сполучених Штатів поблизу озера Третє Коннектикут, де з’єднується з Квебекським маршрутом 257.
Массачусетський маршрут 3 з’єднується з південним кінцем US 3 у Кембриджі та продовжується на південь до Кейп-Коду. Хоча він має спільний номер, він ніколи не був частиною US 3. Обидва маршрути, які з’єднуються впритул, розглядаються Департаментом транспорту Массачусетса (MassDOT) як єдине шосе штату довжиною 146,9 км. Від Кембриджа до Берлінгтона маршрут US 3 пролягає наземними вулицями через густі передмістя в районі Великого Бостона. Після короткого збігу з Міждержавною автомагістраллю 95 (I-95) і Шляхом 128 маршрут слідує за власною автострадою на північний захід, минаючи Лоуелл і в'їжджаючи в Нью-Гемпшир у Нашуа, перетворюючись на магістраль Еверетт.